# 杨志峰
杨志峰（1963年8月20日—），河北石家庄人，中国环境生态规划与修复专家，北京师范大学环境学院教授、博士生导师，中国工程院院士，中国民主同盟中央科技委委员，享受国务院政府特殊津贴。主要研究领域为湿地生态过程、流域生态环境需水和城市生态规划与管理。

## 生平
1982年获得河北农业大学学士学位，1986年获得大连理工大学硕士学位，1989年获得清华大学博士学位。
2015年12月当选为中国工程院环境与轻纺工程学部院士。

## 头衔
- 水沙科学教育部重点实验室主任、博士生导师
- 水环境模拟国家重点实验室主任，教授，博士生导师
- 中加能源、环境与生态研究中心主任
- 国际环境信息协会理事
- 中国环境科学学会常务理事
- 环境咨询评估工作委员会主任
- 国际人与生物圈中国委员会委员
- 国家863重大水专项专家组成员
- 建设部市政公用行业专家委员会专家组成员
- 中国海洋大学兼职教授
- 环境科学学报副主编
- 国家自然科学基金委员会评审组成员[3]